# Josefpoeltia
Josefpoeltia is een geslacht van korstmossen behorend tot de familie Teloschistaceae. Het geslacht bevat drie soorten. Het geslacht is genoemd naar de lichenoloog Josef Poelt (1924-1995).

## Soorten
Volgens Index Fungorum telt het geslacht drie soorten (peildatum maart 2022):
| Soortnaam                | Auteur(s)                      | Publicatiejaar |
| ------------------------ | ------------------------------ | -------------- |
| Josefpoeltia boliviensis | S.Y. Kondr. & Kärnefelt        | 1997           |
| Josefpoeltia parva       | (Räsänen) Frödén & L. Lindblom | 2003           |
| Josefpoeltia sorediosa   | S.Y. Kondr. & Kärnefelt        | 1997           |